# 477 Италија
477 Италија (лат. 477 Italia) је астероид главног астероидног појаса. Приближан пречник астероида је 22,51 km,
а средња удаљеност астероида од Сунца износи 2,414 астрономских јединица (АЈ).
Инклинација (нагиб) орбите у односу на раван еклиптике је 5,289 степени, а орбитални период износи 1370,458 дана (3,752 године). Ексцентрицитет орбите астероида износи 0,188.
Апсолутна магнитуда астероида износи 10,25 а геометријски албедо 0,276.
Астероид је откривен 23. августа 1901. године.